# Brian Maunsell (Boxer)
Brian Martin Maunsell (* 5. Oktober 1937 in Christchurch; † 3. August 2021 ebenda) war ein neuseeländischer Boxer.

## Werdegang
Brian Maunsell begann mit dem Boxsport beim St. Anne’s Boxing Club, wo er von seinem Vater trainiert wurde. 1957 gewann er in Greymouth seinen ersten neuseeländischen Meistertitel. 1960 konnte er bei den nationalen Meisterschaften überzeugen, nachdem der Ringrichter in jedem seiner vier Kämpfe innerhalb der ersten beiden Runden den Kampf abbrach und Maunsell zum Sieger erklärte. Seinen letzten neuseeländischen Meistertitel erkämpfte er sich 1963 in seiner Heimatstadt und qualifizierte sich dadurch für die Olympischen Spiele 1964 in Tokio. Dort schied er in der zweiten Runde des Halbweltergewichtsturniers gegen den späteren Silbermedaillengewinner Jewgeni Frolow aus der Sowjetunion aus.
Nach den Spielen wurde Maunsell Profi und konnte 6 seiner Profikämpfe gewinnen.